# Santo Stefano al Mare
Santo Stefano al Mare (im Ligurischen: San Stéva) ist eine norditalienische Gemeinde mit 2006 Einwohnern (Stand 31. Dezember 2023) in der Region Ligurien, politisch gehört sie zur Provinz Imperia.

## Geographie
Santo Stefano al Mare liegt im Küstenabschnitt der Riviera di Ponente. 2006 wurde der Gemeinde die Blaue Flagge für das besonders gute Serviceangebot am Yachthafen Marina degli Aregai verliehen. Von der Provinzhauptstadt Imperia ist Santo Stefano al Mare circa 13 Kilometer entfernt.
Nach der italienischen Klassifizierung bezüglich seismischer Aktivität wurde die Gemeinde der Zone 2 zugeordnet. Das bedeutet, dass sich Santo Stefano al Mare in einer seismisch moderat bis stark aktiven Zone befindet.

## Klima
Durch ihre Lage begünstigt, zeichnet sich die Gemeinde durch ein besonders mildes Klima aus. Die Temperaturen fallen im Winter fast nie unter 0 °C; im Sommer werden nur selten +30 °C erreicht.
Die Gemeinde wird unter Klimakategorie C klassifiziert, da die Gradtagzahl einen Wert von 1062 besitzt. Das heißt, die in Italien gesetzlich geregelte Heizperiode liegt zwischen dem 15. November und dem 31. März für jeweils 10 Stunden pro Tag.

## Verkehr
Der Bahnhof S. Stefano-Riva Ligura lag vor ihrer Neutrassierung an der Bahnstrecke Genua–Ventimiglia. Santo Stefano al Mare liegt an der Staatsstraße 1.

## Persönlichkeiten
- Pier Francesco Meglia (1810–1883), Kardinal